# Như ý (vương trượng)
Như ý (tiếng Trung: 如意) là một đồ vật trang trí hình cong của Trung Quốc, được dùng như một vương trượng nghi lễ trong Phật giáo Trung Quốc hoặc bùa hộ mệnh tượng trưng cho quyền lực và sự may mắn trong văn hóa dân gian Trung Quốc. Hình ảnh "như ý" thường xuyên xuất hiện như một chủ đề trong nghệ thuật châu Á.
Như ý truyền thống có tay cầm dài hình chữ S và phần đầu được tạo hình giống như nắm tay, đám mây hoặc nấm linh chi. Như ý được chế tác từ các vật liệu đa dạng. Ví dụ, Bảo tàng Cố cung ở Bắc Kinh có gần 3.000 như ý được làm bằng vàng, bạc, sắt, tre, gỗ, ngà voi, san hô, sừng tê giác, sơn mài, pha lê, ngọc bích và đá quý.